# Franz Schiemer
Franz „Franky“ Schiemer (* 21. März 1986 in Haag am Hausruck) ist ein ehemaliger österreichischer Fußballspieler und nunmehriger -trainer.

## Karriere

### Als Spieler
Franz Schiemer wurde am 21. März 1986 in Haag am Hausruck geboren, wuchs in Utzenaich auf und begann seine Fußballkarriere (damals noch als Stürmer) nahe seines Heimatorts beim SVTaufkirchen an der Trattnach. Danach kam er durch den Trainer Karl Franz zur SV Ried. Von den Nachwuchsteams konnte er sich bis in die Kampfmannschaft hocharbeiten, wo er sich 2003/04 in der zweitklassigen Ersten Liga einen Stammplatz erarbeitete. Mit der U-17-Nationalmannschaft konnte er zur selben Zeit den 3. Platz bei der Europameisterschaft in Portugal 2003 erreichen.
Nach dem Aufstieg der Rieder 2005 in die Bundesliga wechselte er zur Wiener Austria, bei der er sich über die Amateurmannschaft erneut in die erste Elf spielen musste. 2005/06 wurde die Austria österreichischer Meister, Franz Schiemer konnte fünf Einsätze verbuchen.
2007 eroberte er sich einen Stammplatz und gab am 13. Oktober auch sein Debüt in der österreichischen Nationalmannschaft, als er gegen die Schweiz für den verletzten Sebastian Prödl eingewechselt wurde. Dort wurde er regelmäßig einberufen, nachdem er durch starke Leistungen gegen Stars wie Didier Drogba oder Peter Crouch aufzeigte. Die Bundesligatrainer wählten ihn hinter Ivica Vastić zum Spieler der Saison 2007. Er gehörte zum erweiterten Kader der Österreicher zur Europameisterschaft 2008 im eigenen Land, wurde aber von Teamchef Josef Hickersberger vor dem Turnier aus dem endgültigen Kader gestrichen.
Zur Saison 2009/10 wechselte Schiemer zum FC Red Bull Salzburg, wo er anfangs als Ersatz als rechter Verteidiger zum Zug kam. Mit Fortdauer der Saison setzte ihn Trainer Huub Stevens im defensiven Mittelfeld ein und er agierte sehr stark auf dieser für ihn neuen Position. Im Endeffekt konnte sich Schiemer über seinen zweiten Meistertitel nach 2006 freuen.
Am 12. Dezember 2013 spielte er sein fünfzigstes internationales Vereinsspiel beim Europa League Match des FC Red Bull Salzburg gegen Esbjerg fB. Insgesamt verlief die Saison nicht zufriedenstellend, da er immer wieder von Verletzungen betroffen wurde, die einen Einsatz in der ersten Mannschaft verhinderten. Am 12. Dezember 2014 gab er sein vorzeitiges Karriereende bekannt.
Neben seiner Fußballerkarriere absolviert Schiemer ein berufsbegleitendes Masterstudium für Projekt- und Sportmanagement in der KMU-Akademie.

### Als Trainer und Funktionär
Anfang Jänner 2016 wurde Schiemer Co-Trainer von Thomas Letsch beim österreichischen Zweitligisten FC Liefering.
Am 13. Februar 2017 wurde Schiemer als neuer Sportdirektor der SV Ried bestellt. Am 2. April 2018 wurde Cheftrainer Lassaad Chabbi beurlaubt und Schiemer interimistisch als Cheftrainer eingesetzt. Am 7. Juni 2018 wurde Schiemer, trotz des verpassten Aufstiegs der SV Ried, in seinem Amt als Manager der Innviertler bestätigt. Am 14. November 2018 gab Schiemer den Rücktritt nach dem Ende der Herbstsaison 2018 bekannt.
Zur Saison 2019/20 wurde er Co-Trainer von Jesse Marsch beim FC Red Bull Salzburg. Diese Funktion wird er mit Ende der Saison 2020/21 zurücklegen. In weiterer Folge war er vom Sommer 2021 bis zum Frühjahr 2022 Jugendtrainer beim TSV Utzenaich, einem Amateurverein aus dem Innviertel, ehe er von Jesse Marsch, der mittlerweile Trainer bei Leeds United geworden war, nach England gelotst wurde. Nachdem er mit Leeds den Klassenerhalt geschafft hatte, endete im Sommer 2022 Schiemers Tätigkeit als Co-Trainer; stattdessen wurde er ein Berater des Managements im Verein.

## Titel und Erfolge
- 4 × Österreichischer Meister: 2006, 2010, 2012, 2014
- 4 × Österreichischer Cupsieger: 2007, 2009, 2012, 2014
- 1 × Österreichischer Zweitligameister: 2005 (Erste Liga)
- 1 × Teilnahme an der U-17-Europameisterschaft: 2003 (3. Platz)